# Serguei Stanishev
Serguei Stanishev Dmitrievich (em búlgaro: Сергей Дмитриевич Станишев; Kherson, 5 de Maio de 1966) é um político da Bulgária e o ex-Primeiro-Ministro da Bulgária. Também ocupa o cargo de presidente do Partido Socialista Búlgaro (PSB).
Stanishev nasceu em Kherson, na Ucrânia (então parte da União Soviética), filho de um pai búlgaro, Dimitar Stanishev e de uma mãe russa.